# 惠山茶会图
《惠山茶会图》，明代画家文徵明作于正德十三年（1518年）。《惠山茶會圖》描繪文徵明和几位诗友在无锡惠山品茗。二人在茶亭井边席地而坐，文徵明展卷颂诗，友人在聆听；古松下一茶童备茶，茶灶正煮井水，茶几上摆放各种茶具。
《惠山茶会图》纵22厘米，横67厘米，现藏北京故宫博物院。